# ويليام بلاك (سياسي)
ويليام بلاك هو فلاح وسياسي كندي، ولد في 22 مارس 1869 في هورن أيست في كندا، وتوفي في 3 مايو 1930. حزبياً، نشط في Progressive Party of Canada ‏. وقد انتخب عضو مجلس العموم الكندي.